# سسک زیردارمرز شرقی
سسک زیردارمرز شرقی (نام علمی: Curruca cantillans) یک سسک معمولی کوچک است که در جنوبی‌ترین مناطق اروپا زادآوری می‌کند. نخستین بار توسط طبیعت‌شناس آلمانی پیتر سیمون پالاس در سال ۱۷۶۴ توصیف شد و نام دوجمله‌ای Motacilla cantillans به آن داده شد. کانتیلان‌های خاص لاتین به معنای «چهچهه زدن» از canere به معنی «آواز خواندن» است.